# Johann Christian Helck
Johann Christian Helck (vor 1751 – 1770 in Warschau) war ein deutscher Mathematiker, Lehrer und Autor eine Fabelsammlung.
1751 veröffentlichte er eine Sammlung von Fabeln, gewidmet Maria Amalia von Mniszchow, Reichsgräfin von Brühl. Helck war von 1762 bis 1766 Subrector und Mathematiklehrer in Bautzen. Er war Professor der Moral beim Kadettenkorps Dresden. Er erhielt eine Professur an der Ritterakademie Warschau.

## Werke
- Erklärung der Sonnen- und Mondfinsternißen, für diejenige, welche in der Mathematik nicht geübt sind. Harpeter,[2] Dreßden 1748.
- Gespräche von den Sonnen- und Mondfinsternißen. Harpeter, Dresden und Leipzig 1753.
- Fabeln. Harpeter, Dreßden und Leipzig 1751 (Vermehrte und verbeßerte Auflage, 1755).
- Kurze Nachricht vom Getreide und Brode. Zu Anhörung der Naturhistorie lädet die Liebhaber derselben ... ein Johann Christian Helck, Subrector und Lehrer der Mathematik. Christian Scholtzen,[3] Budißin 1763.
- Von der Kreide. Zu Anhörung der Naturhistorie werden die Liebhaber derselben ... eingeladen von Johann Christian Helck, Subrect. und Lehrer der Mathem. Christian Scholtzen, Budißin 1764.